# Espanya (circumscripció del Parlament Europeu)
En les Eleccions al Parlament Europeu, Espanya és una circumscripció del Parlament Europeu, actualment conformada per 54 Diputats Europeus. Cobreix íntegrament Espanya.

## Resultats

### 1987
Les Eleccions al Parlament Europeu de 1984 van ser les segones eleccions al Parlament Europeu i les primeres eleccions a Espanya.

### 1989
Les Eleccions al Parlament Europeu de 1994 van ser les terceres eleccions al Parlament Europeu i les segones eleccions a Espanya.

### 1994
Les Eleccions al Parlament Europeu de 1994 van ser les quartes eleccions al Parlament Europeu i les terceres eleccions a Espanya.

### 1999
Les Eleccions al Parlament Europeu de 1999 van ser les cinquenes eleccions al Parlament Europeu.

### 2004
Les Eleccions al Parlament Europeu de 2004 van ser les sisenes eleccions al Parlament Europeu.
| ← 1999 • 2004 • 2009 →                       | |                                              |                                              |            |        |      |         |     |
| Partit Nacional                              | Partit Nacional | Partit europeu                               | Candidat principal                           | Vots       | %      | +/–  | Seients | +/– |
|                                              | Partit Socialista Obrer Espanyol (PSOE) |                                              | Josep Borrell                                | 6,741,112  | 43.46  | 8.13 | 25 / 54 | 1   |
|                                              | Partit Popular (PP) |                                              | Jaime Mayor Oreja                            | 6,393,192  | 41.21  | 1.47 | 24 / 54 | 3   |
|                                              | Galeusca - Pobles d'Europa (GALEUSCA) - Convergència i Unió - Partit Nacionalista Basc - Bloc Nacionalista Gallec - Bloc Nacionalista Valencià - PSM-Entesa Nacionalista - Partit Nacionalista Canari                                          |                                              | Ignasi Guardans                              | 798,816    | 5.15   | nou  | 2 / 54  | 2   |
|                                              | Esquerra Unida (IU-ICV-EUIA) |                                              | Willy Meyer                                  | 643,136    | 4.15   | 1.06 | 2 / 54  | 2   |
|                                              | Europa dels Pobles (EDP) - Esquerra Republicana de Catalunya - Eusko Alkartasuna - Chunta Aragonesista - Partido Socialista de Andalucía - Andecha Astur - Conceju Nacionaliegu Cántabru - Iniciativa Ciudadana. - Alternativa Popular Canaria |                                              | Bernat Joan                                  | 380,709    | 2.45   | new  | 1 / 54  | 1   |
|                                              | Coalició Europea (CE) |                                              | Alejandro Rojas-Marcos                       | 197,231    | 1.27   |      | 0 / 54  |     |
|                                              | Altres | Altres                                       | Altres                                       | 263,072    | 1.70   | —    | 0 / 54  | 0 = |
| Vots vàlids                                  | Vots vàlids | Vots vàlids                                  | Vots vàlids                                  | 15,512,282 | 99.02  |      |         |     |
| Vots en blanc i invàlids                     | Vots en blanc i invàlids | Vots en blanc i invàlids                     | Vots en blanc i invàlids                     | 154,209    | 0.98   |      |         |     |
| Totals                                       | Totals | Totals                                       | Totals                                       | 15,666,491 | 100.00 | —    | 54 / 54 | 10  |
| Electorat (votants) i participació electoral | Electorat (votants) i participació electoral | Electorat (votants) i participació electoral | Electorat (votants) i participació electoral | 34,706,044 | 45.14  |      |         |     |
| Font:                                        | |                                              |                                              |            |        |      |         |     |

### 2009
Les Eleccions al Parlament Europeu de 2004 van ser les sisenes eleccions al Parlament Europeu.
| ← 2004 • 2009 • 2014 →                       |                                              |                                              |                                              |            |        |      |         |     |
| Partit Nacional                              | Partit Nacional                              | Partit europeu                               | Candidat principal                           | Vots       | %      | +/–  | Seats   | +/– |
|                                              | Partit Popular (PP)                          |                                              |                                              | 6,670,377  | 42.12  | 0.91 | 23 / 50 | 1   |
|                                              | Partit Socialista Obrer Espanyol (PSOE)      |                                              |                                              | 6,141,784  | 38.78  | 4.68 | 21 / 50 | 4   |
|                                              | Coalició per Europa (CEU)                    |                                              |                                              | 808,246    | 5.10   | 0.05 | 2 / 50  | 0 = |
|                                              | Esquerra Unida (IU)                          |                                              |                                              | 588,248    | 3.71   | 0.44 | 2 / 50  | 0 = |
|                                              | Unió, Progrés i Democràcia (UPyD)            |                                              |                                              | 451,866    | 2.85   | new  | 1 / 50  | 1   |
|                                              | Europa dels Pobles-Verds (EdP–V)             |                                              |                                              | 394,938    | 2.49   | 0.04 | 1 / 50  | 0 = |
|                                              | Iniciativa Internacionalista (II)            |                                              | Alfonso Sastre                               | 178,121    | 1.12   |      | 0 / 50  | 0 = |
|                                              | Altres                                       | Altres                                       | Altres                                       | 381,716    | 2.42   | —    | 0 / 50  | 0 = |
| Vots vàlids                                  | Vots vàlids                                  | Vots vàlids                                  | Vots vàlids                                  | 15,615,296 | 97.99  |      |         |     |
| Vots en blanc i invàlids                     | Vots en blanc i invàlids                     | Vots en blanc i invàlids                     | Vots en blanc i invàlids                     | 319,851    | 2.01   |      |         |     |
| Totals                                       | Totals                                       | Totals                                       | Totals                                       | 15,935,147 | 100.00 | —    | 50 / 50 | 4   |
| Electorat (votants) i participació electoral | Electorat (votants) i participació electoral | Electorat (votants) i participació electoral | Electorat (votants) i participació electoral | 35,492,567 | 44.90  | 0.24 |         |     |
| Font:                                        |                                              |                                              |                                              |            |        |      |         |     |

### 2014
Les Eleccions al Parlament Europeu de 2014 van ser les setenes eleccions al Parlament Europeu.